# Flugzeugbau Kiel Fk 166
Die Flugzeugbau Kiel Fk 166 war ein einsitziger, einmotoriger Doppeldecker der Flugzeugbau Kiel GmbH. Die Fk 166 wurde nur für kurze Zeit als Sportflugzeug eingesetzt.

## Geschichte
1934 wurde die Flugzeugbau Kiel GmbH als so genanntes Schattenwerk gegründet. Um seine Fähigkeit zum Bau von Flugzeugen nachzuweisen, musste die neue Fabrik ein einsitziges Schulflugzeug entwickeln und bauen. Unter Leitung von Hans Erfahrt entwickelte Fritz Papenmeyer 1934 die Fk 166. Von der ihr wurde nur ein Prototyp gebaut, der im September 1934 seinen Erstflug hatte. Die Maschine erhielt das zivile Kennzeichen D-ETON und kam für kurze Zeit zur Flugzeugführerschule nach Sorau. Ihr weiteres Schicksal ist unbekannt.

## Konstruktion
Die Fk 166 war ein freitragender (ohne Stiele) Doppeldecker mit festem Spornradfahrwerk und offenem Führersitz. Das Höhenleitwerk war hoch an der Seitenflosse angebracht und zum Rumpf hin abgestrebt. Die Fk 166 war eine komplette Holzkonstruktion, die Außenhaut bestand aus heiß verpresstem Sperrholz. Lediglich der Heckbereich und die Ruder waren stoffbespannt. Ober- und Unterflügel verfügten über Querruder. Die Flügel waren nach hinten klappbar, so dass das Flugzeug an einen PKW angehängt werden konnte.

## Technische Daten
| Kenngröße             | Daten |
| --------------------- | --- |
| Besatzung             | 1 |
| Länge                 | 5,08 m (6,40 m mit geklappten Flächen)                                                                            |
| Spannweite            | 6,40 m oben (1,60 mit geklappten Flächen) 6,40 m unten                                                            |
| Höhe                  | 2,18 m |
| Flügelfläche          | 10,38 m² |
| V-Form                | 2,5° oben 0° unten                                                                                                |
| Flächenbelastung      | 45,70 kg/m² |
| Leistungsbelastung    | 5,80 kg/PS |
| Flächenleistung       | 7,90 PS/m² |
| Leermasse             | 268 kg |
| Rüstmasse             | 320 kg |
| Zuladung              | 155 kg |
| Startmasse            | 475 kg |
| Antrieb               | ein luftgekühlter hängender Vierzylinder-Reihenmotor Hirth HM 60 R mit starrem Zweiblatt-Holzpropeller (⌀ 1,95 m) |
| Startleistung         | 82 PS (60 kW) |
| Kraftstoffvorrat      | 58 l |
| Schmierstoffvorrat    | 4 l |
| Kraftstoffverbrauch   | 12,5 l/100 km |
| Schmierstoffverbrauch | 0,5 l/100 km |
| Höchstgeschwindigkeit | 204 km/h in 2000 m Höhe                                                                                           |
| Reisegeschwindigkeit  | 175 km/h |
| Landegeschwindigkeit  | 78 km/h |
| Steiggeschwindigkeit  | 4,00 m/s in Bodennähe                                                                                             |
| Steigzeit             | 2,10 min auf 1000 m Höhe 32,00 min auf 5800 m Höhe                                                                |
| Dienstgipfelhöhe      | 5800 m |
| Reichweite            | 450 km |
| Flugdauer             | 2,5 h |
| Startstrecke          | 80 m |
| Landestrecke          | 70 m |